# Gérard Manet
Cet article possède un paronyme, voir Gérard Manset.
Gérard Manet est un footballeur français né le 6 juillet 1949 à Sainte-Savine. Il était gardien de but.
Il a disputé 54 matchs en Division 1.